# Терехов, Александр Сергеевич (физик)
Александр Сергеевич Терехов (род. 14 июня 1948, Томск) — советский и российский физик. Доктор физико-математических наук (1991), профессор кафедры физики полупроводников физического факультета Новосибирского государственного университета (1992).
Специалист в области оптических, фотоэлектрических и фотоэмиссионных явлений в полупроводниковых структурах. Автор и соавтор более 200 научных публикаций и обладает несколькими авторскими свидетельствами на изобретения. Имеет более 1700 цитирований своих работ, опубликованных в реферируемых журналах. Индекс Хирша (2022 год) — 22

## Биография
А. С. Терехов родился 14 июня 1948 года в Томске в семье служащих. В 1971 году с отличием окончил физический факультет Новосибирского государственного университета по специальности «Физика». После этого работал в Сибирском отделении АН СССР/РАН, пройдя путь от стажёра-лаборанта до старшего научного сотрудника в 1977 году.
В 1975 году защитил кандидатскую диссертацию по теме «Исследование влияния электрического поля на поглощение арсенида галлия». В 1983—1986 годах заведовал лабораторией оптических процессов в полупроводниках, а c 1986 года — отделом Института физики полупроводников. В 1991 году защитил докторскую диссертацию по теме «Новые фотоэлектрические явления в арсениде галлия вблизи порога межзонных переходов». С 1993 года является заведующим лабораторией неравновесных процессов в полупроводниках Института физики полупроводников.
В Новосибирском государственном университете работает с 1985 года: сначала ассистентом, затем доцентом, исполняющим обязанности заведующего кафедрой. В 1990—2008 годах заведовал кафедрой физики полупроводников физического факультета. В 1992 году А. С. Терехову было присвоено учёное звание профессора по кафедре физики полупроводников физического факультета НГУ. Читает курс «Введение в специальность (физика полупроводников)».
Под его руководством защищено 8 кандидатских диссертаций.
Он является членом Научного совета РАН по проблеме «Физика полупроводников» и членом диссертационных советов в Институте физики полупроводников СО РАН и Институте автоматики и электрометрии СО РАН.

## Научный вклад
Основными направлениями научной деятельности А. С. Терехова являются исследования оптических и фотоэлектрических явлений в полупроводниковых гетероструктурах, оптические и фотоэлектрические методы диагностики полупроводниковых структур, а также разработка новых типов эффективных полупроводниковых эмиттеров электронов и приборов на их основе.
Он внёс вклад в понимание того, что кулоновское взаимодействие электронов и дырок определяет форму краёв поглощения широкозонных соединений A3B5 не только при низких, но и при высоких температурах. А. С. Терехов установил, что боковые квазичастицы — экситоны — приводят к разнообразным фотоэлектрическим эффектам вблизи порога межзонных переходов в полупроводниках. Также учёный открыл новый класс баллистических фотоэлектрических явлений при межзонных оптических переходах в полупроводниках и обнаружил новые полупроводниковые фотокатоды для приборов ночного видения и источников монохроматических спинополяризованных электронов.
А. С. Терехов изучал оптические и фотоэлектрические явления на атомарно-чистых и покрытых цезием и кислородом поверхностях широкозонных соединениях A3B5 и установил, что электронные состояния на границе раздела полупроводник-адсорбат порождены смешиванием электронных состояний поверхностных атомов. Учёный занимается разработкой новых типов полупроводниковых фотоэмиттеров, позволяющих создавать на их основе сверхчувствительные фотоприёмники для оптической диагностики окружающей среды, медико-биологических и других исследований.

## Награды
- Заслуженный деятель науки РФ (2004)[2].